# Saya Pwa
 (septembre 2009).
Saya Pwa est un expert birman de thaing.  Il a participé avec l’expert Pye Thein à la sauvegarde du bando durant l’occupation japonaise de la Birmanie dans les années 1940.